# Université pour femmes du Japon
L'université pour femmes du Japon (日本女子大学, Nihon joshi daigaku) est la plus ancienne et plus grande des universités privées pour femmes du Japon. Elle est fondée le 20 avril 1901 par le pédagogue réformiste Jinzo Naruse (成瀬仁蔵).
L'université compte environ 6 000 étudiants et 200 facultés. Elle est située sur deux campus, nommés d'après les quartiers où ils sont installés : Mejirodai (目白台) à Bunkyō, Tokyo, et Nishi-Ikuta (西生田) à Tama-ku, Kawasaki, préfecture de Kanagawa.
Il existe des établissements associés, de l'école maternelle jusqu'aux grandes écoles.

## Historique
Jinzo Naruse, fondateur éclairé et pédagogue, avait pour principe : « L'éducation pour les femmes, avec la spiritualité sacrée et la dignité du peuple japonais ».

## Facultés
- Économie domestique
- Humanités
- Sciences humaines et sociales
- Sciences

## Personnalités liées à l'établissement

### Étudiantes
- Sugako Hashida, écrivaine, essayiste
- Raicho Hiratsuka
- Keiko Matsui
- Yuriko Miyamoto
- Toshiko Tamura
- Kiku Amino, écrivaine
- Makiko Tanaka, femme politique
- Yumie Hiraiwa, romancière
- Rumiko Takahashi, artiste manga
- Kazuyo Sejima, architecte